# Fifty Shades Freed
Fifty Shades Freed är en amerikansk erotisk-romantisk dramafilm från 2018, regisserad av James Foley och skriven av Niall Leonard, baserad på boken Femtio nyanser av frihet av E.L. James. Det är den tredje och sista delen i Femtio nyanser-trilogin efter Fifty Shades of Grey (2015) och Fifty Shades Darker (2017). I filmen medverkar Dakota Johnson och Jamie Dornan i huvudrollerna som Anastasia Steele och Christian Grey med övriga medverkare som Eric Johnson, Rita Ora, Luke Grimes, Victor Rasuk, Jennifer Ehle och Marcia Gay Harden.
Filmen hade världspremiär i Paris den 6 februari 2018 och hade biopremiär i USA och Sverige den 9 februari 2018.

## Handling
Anastasia "Ana" Steele har gift sig med miljardären Christian Grey och försöker leva lyckligt tillsammans med honom i hans lyxiga liv. När de trodde att ingenting kunde gå fel så dyker det upp hämndfulla bekanta från deras förflutna som sätter deras äktenskap, och kanske deras liv, på spel.

## Rollista
| Dakota Johnson      | – Anastasia "Ana" Steele |
| Jamie Dornan        | – Christian Grey         |
| Eric Johnson        | – Jack Hyde              |
| Eloise Mumford      | – Katherine Kavanagh     |
| Rita Ora            | – Mia Grey               |
| Luke Grimes         | – Elliot Grey            |
| Victor Rasuk        | – José Rodriguez         |
| Max Martini         | – Jason Taylor           |
| Jennifer Ehle       | – Carla Wilks            |
| Marcia Gay Harden   | – Grace Trevelyan-Grey   |
| Bruce Altman        | – Jerry Roach            |
| Arielle Kebbel      | – Gia Matteo             |
| Callum Keith Rennie | – Ray                    |
| Robinne Lee         | – Ros Bailey             |
| Brant Daugherty     | – Luke Sawyer            |
| Amy Price-Francis   | – Liz Morgan             |
| Fay Masterson       | – Gail Jones             |
| Ashleigh LaThrop    | – Hannah                 |
| Tyler Hoechlin      | – Boyce Fox              |
| Hiro Kanagawa       | – Detective Clark        |

## Mottagande
Fifty Shades Freed möttes av negativa recensioner och kritiserades för manuset och rollprestationerna. På Rotten Tomatoes har filmen ett medelbetyg på 13%, baserade på 144 recensioner, och ett genomsnittsbetyg på 3,2 av 10. På Metacritic har filmen genomsnittsbetyget 31 av 100, baserade på 43 recensioner.